# Nicolaevca, Cahul
Nicolaevca (în trecut Nicolăieni) este un sat din componența comunei Găvănoasa, raionul Cahul, Republica Moldova.
Structură etnică
     moldoveni (39,97%)
     ucraineni (22,99%)
     ruși (2,01%)
     găgăuzi (30,48%)
     bulgari (4,01%)
     români (0,13%)
     evrei (0%)
     polonezi (0,13%)
     țigani (0,13%)
     alte etnii / nedeclarată (0,15%)
Conform datelor recensământului din 2004, populația localității este de 748 locuitori, dintre care 374 (50%) bărbați și 374 (50%) femei. Structura etnică a populației în cadrul localității arată astfel:
- moldoveni — 299;
- ucraineni — 172;
- ruși — 15;
- găgăuzi — 228;
- bulgari — 30;
- români — 1;
- polonezi — 1;
- țigani — 1;
- altele / nedeclarată — 1.